# Nicolaas I van Montenegro
Nicolaas (Nikola) Petrović Njegoš (Montenegrijns: Краљ Никола I Мирков Петровић-Његош) (Njeguši, 7 oktober 1841 – Antibes (Frankrijk), 1 maart 1921), veelal Nikita genoemd, was van 1860 tot 1910 vorst (of gospodar wat heerser betekent in het Montenegrijns) en daarna tot 1918 de eerste en laatste koning van Montenegro.

## Aan de macht
Nicolaas bezocht in zijn jeugd het Lycée Louis-le-Grand (het jezuïetencollege van Parijs) in Frankrijk. Van daaruit keerde hij na de moord op zijn kinderloze oom Danilo II terug naar Montenegro om de troon te bestijgen. Evenals zijn voorganger was hij een groot liefhebber van de Franse cultuur en politiek.
In Montenegro bleek echter dat Nicolaas' vader, Mirko Petrović Njegoš, tijdelijk de macht had gegrepen. Mirko had de senaat onder controle en had goede familiebetrekkingen met verschillende van de meest invloedrijke Montenegrijnse stammen.
Na een reeks grensincidenten raakte Nicolaas in oorlog met het Ottomaanse Rijk. Nicolaas en Mirko vroegen hulp aan Servië. De Servische regering zegde deze toe, maar bleek niet in staat de belofte waar te maken. Door Russische en Franse interventie werden de Turken in september 1862 echter tot een vredesverdrag gedwongen. Hierna reorganiseerde prins Nicolaas het leger. Montenegro en Servië streefden er beide naar het gehele Zuid-Slavische (Joegoslavische) gebied te beheersen, maar toch ging Nicolaas in 1876 een alliantie aan met zijn grote rivaal vorst Miloš Obrenović van Servië. Hij verklaarde de Ottomanen de oorlog en trok succesvol ten strijde in Herzegovina, waar een opstand tegen hen aan de gang was. De Russische deelname aan de oorlog in 1877 bezorgde hem de zege en bij het Verdrag van San Stefano van 19 februari 1878 werd Montenegro vergroot van 4405 km² tot 15.355 km². Het Verdrag van Berlijn in de zomer van datzelfde jaar perkte het Montenegrijnse grondgebied weer in, maar gaf het wel toegang tot de Adriatische Zee. Op 19 december 1905 introduceerde Nicolaas de eerste grondwet. Montenegro werd een constitutionele - maar geen parlementaire - monarchie.

## Koning van Montenegro
Montenegro werd in 1910 volledig onafhankelijk verklaard, waarop Nicolaas zich tot koning uitriep. Hij stimuleerde het onderwijs sterk en ontpopte zich tot mecenas van kunst en poëzie. De binnenlandse politiek werd in die jaren gedomineerd door de Volkspartij en de Ware Volkspartij die beide samenvoeging van Montenegro met Servië en de onttroning van de niet-volkse koning Nicolaas nastreefden.
In de Eerste Wereldoorlog ging hij weer een alliantie aan met Servië maar maakte de fatale fout Servische officieren het Montenegrijnse leger te laten leiden. Resultaat hiervan was dat deze het Montenegrijnse leger voor hun eigen doeleinden gebruikten. Begin 1916 vluchtten de Montenegrijnse troepen via Albanië naar Griekenland. Oostenrijk-Hongarije bezette het land en Nicolaas vluchtte naar Frankrijk. De geallieerden verklaarden solidair te zijn met de Montenegrijnse zaak maar herstelden na de oorlog de autonomie niet. De koning verzette zich tegen de Joegoslavische eenheid waarbij Montenegro bij Servië zou worden gevoegd. Een nationale vergadering in 1918 steunde de vereniging echter en zette Nicolaas af ten gunste van zijn schoonzoon, de Servische koning Peter I.
Koning Nicolaas stierf in 1921 in Frankrijk. Zijn stoffelijk overschot en dat van zijn vrouw Milena Vukotić werden in 1989 overgebracht naar de oude Montenegrijnse hoofdstad Cetinje.

## Kinderen
Koning Nicolaas was internationaal gezien een tamelijk onbetekenend figuur maar wist vijf van zijn dochters wel aan een prins of een koning uit te huwelijken. De koning was zelf gehuwd met Milena Vukotić. Het paar kreeg twaalf kinderen:
- Prinses Zorka, gehuwd met Peter I van Servië
- Prinses Militza, gehuwd met Peter Nikolajevitsj van Rusland (kleinzoon van Nicolaas I van Rusland)
- Prinses Anastasia, gehuwd met George (zoon van Maximiliaan van Leuchtenberg) en daarna met Nicolaas Nikolajevitsj (kleinzoon van Nicolaas I van Rusland)
- Prinses Marija
- Kroonprins Danilo, gehuwd met Jutta (dochter van Adolf Frederik V van Mecklenburg-Strelitz)
- Prinses Helena, gehuwd met Victor Emanuel III van Italië
- Prinses Anna, gehuwd met Frans Jozef van Battenberg
- Prinses Sophia
- Prins Mirko, gehuwd met Natalija Konstantinović
- Prinses Xenia
- Prinses Vera
- Prins Peter, gehuwd met Violet Ljubitza Wegner